# Richard Oertwig
Richard Dienegott Oertwig (* 8. April 1908 in Alt Borui, Kreis Bomst; † 5. September 1944 in Belgien) war ein deutscher Architekt und Holzbildhauer.

## Leben und Wirken

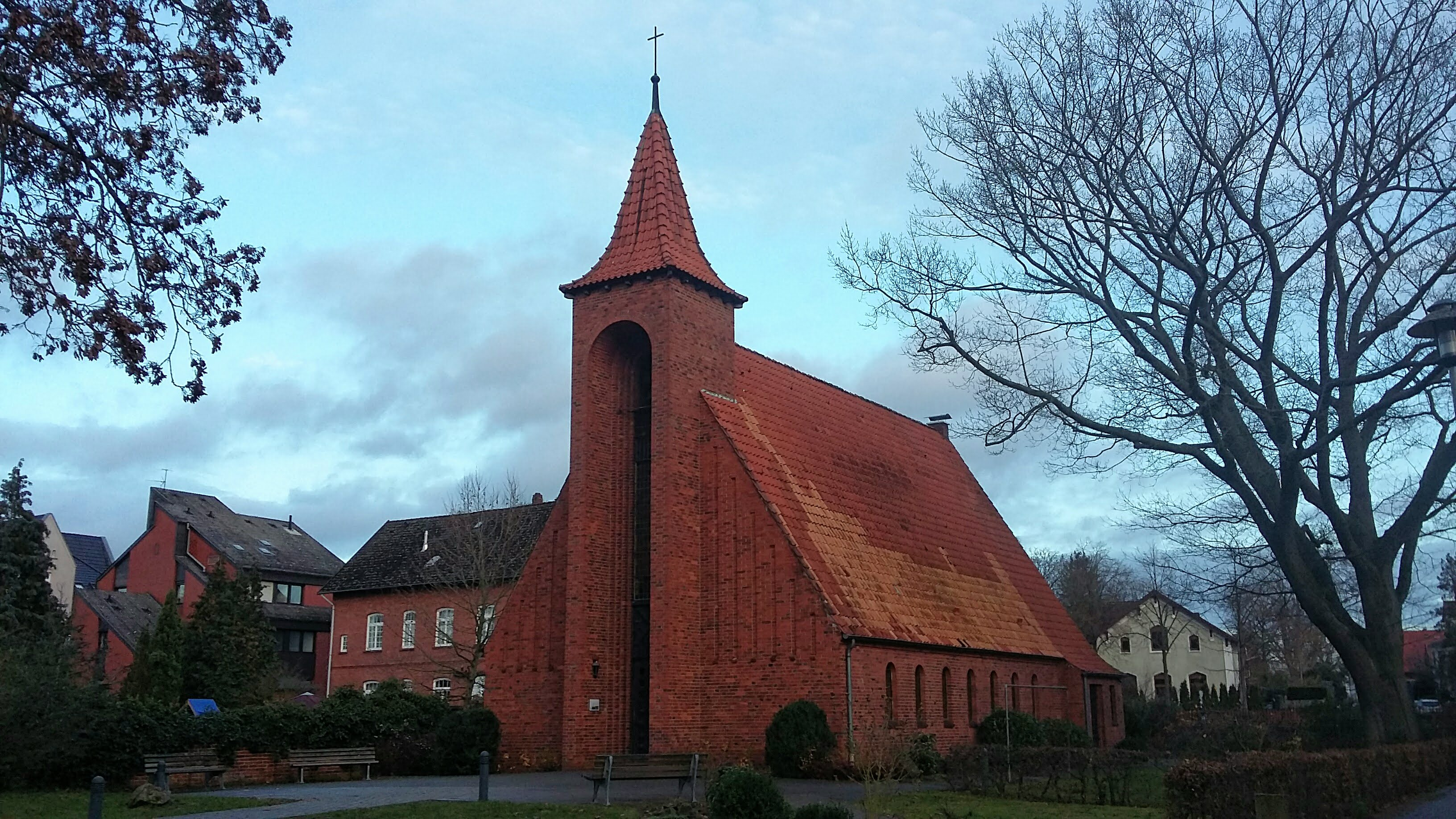
Zionskirche der SELK in Verden

Richard Oertwig wurde als dritter Sohn des Maurers Otto Oertwig in Alt Borui (heute Boruja Stara, Polen) geboren. Nach der Volksschule, die er nach der Vertreibung in Grünheide abschloss, absolvierte er eine dreieinhalbjährige Lehre zum Holzbildhauer. Die darauffolgenden anderthalb Jahre arbeitete er als Gehilfe im erlernten Beruf, empfand die Tätigkeit aber als unbefriedigend. Er versuchte sich dann zunächst kurzzeitig als Maler, bevor er für anderthalb Jahre „Schüler des Studienrats und Architekten Kramer“ in Berlin wurde und anschließend seine theoretischen und praktischen Kenntnisse als Mitarbeiter bei dem Architekten Karl Barth in Leuna erweiterte. Anderthalb Jahre später kehrte er nach Berlin zurück und studierte dort acht Semester lang an den Vereinigten Staatsschulen für freie und angewandte Kunst in Berlin-Charlottenburg, u. a. bei Franz Seeck. Er versuchte bereits während des Studiums, sich durch Teilnahme an Architekturwettbewerben – z. B. für das Reichsehrenmal bei Bad Berka und das Richard-Wagner-Ehrenmal in Leipzig – zu etablieren.

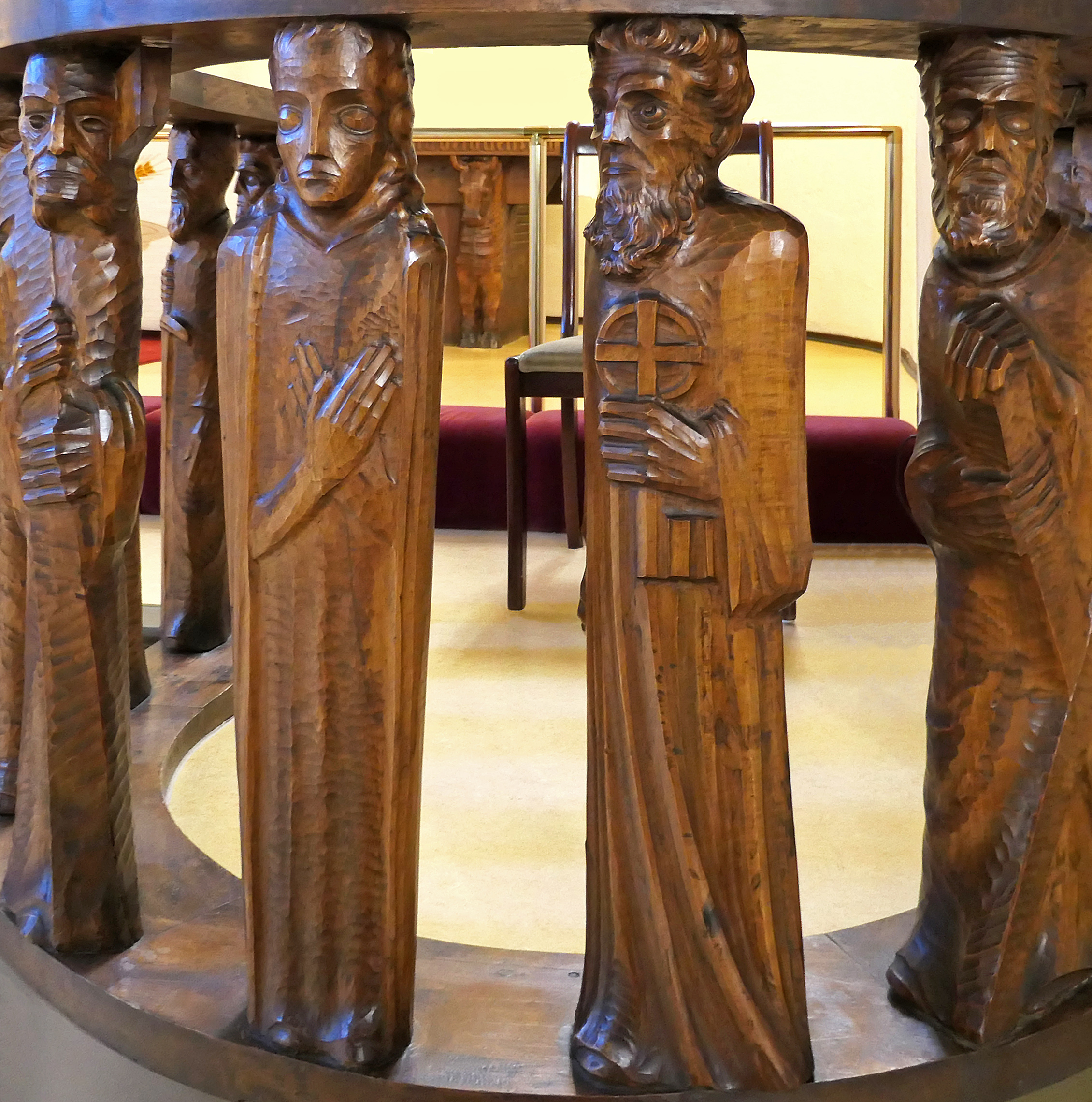
Schnitzfiguren an der Kanzel der Christuskirche in Erfurt

Oertwig beteiligte sich auch  an einem beschränkten Architekturwettbewerb für eine Kirche der Altlutheraner in Swinemünde und bekam dabei den Auftrag für die Ausführung. Als sein erstes ausgeführtes Gebäude wurde die Kreuzkirche am 18. September 1934 eingeweiht. 1935 war er unter Paul Baumgarten beim Umbau des Deutschen Opernhauses in Berlin tätig. Ende 1935 bewarb er sich um den Großen Staatspreis, den die Preußische Akademie der Künste jährlich an Architekten und Bildhauer vergab.
Nach seinen Plänen entstand 1938 die Zionskirche der SELK in Verden (Aller). 1938/1939 plante und leitete er Umbau- und Renovierungsarbeiten in der Christuskirche in Erfurt sowie in der Evangelisch-Lutherischen Kirche Zum Heiligen Kreuz in Berlin-Wilmersdorf. Sowohl in Verden als auch in Erfurt führte er selbst auch die Schnitzarbeiten aus (z. B. Apostel und Evangelisten für die Kanzel bzw. den Altar).
Oertwig fiel am 5. September 1944 als Soldat an der Westfront in Belgien.